# Ramesseum-Papyri

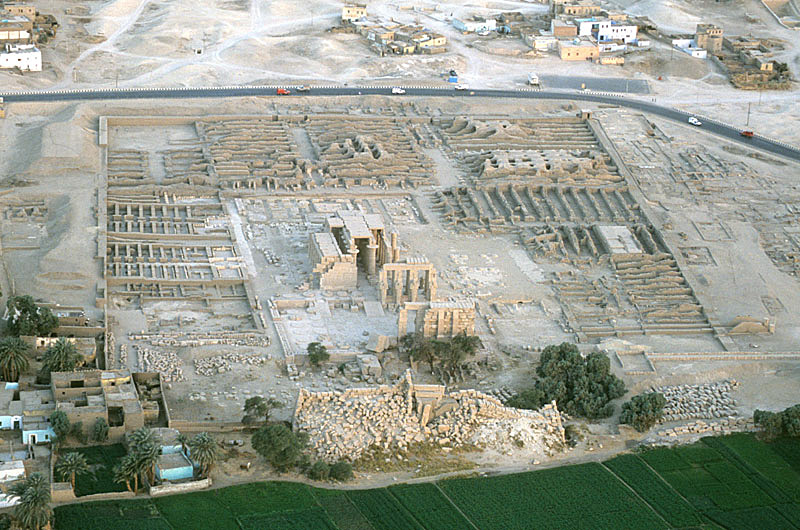
Gelände des Ramesseums in Theben-West

Als Ramesseum-Papyri werden stark zerfallene und kaum lesbare Papyri bezeichnet, die Ende des 19. Jahrhunderts in einem Grabschacht unterhalb der Lagerhäuser des Ramesseums, des Totentempels Ramses’ II., im altägyptischen Theben-West gefunden wurden. Die meisten befinden sich heute im Britischen Museum in London, einige auch im Ägyptischen Museum in Berlin. Aufgrund ihres schlechten Erhaltungszustands wurden die Papyri, bei denen es sich meist um magische Texte handeln dürfte, bisher kaum untersucht.

## Fundbeschreibung
Koordinaten der Fundstelle: 25° 43′ 44,4″ N, 32° 36′ 36,5″ O

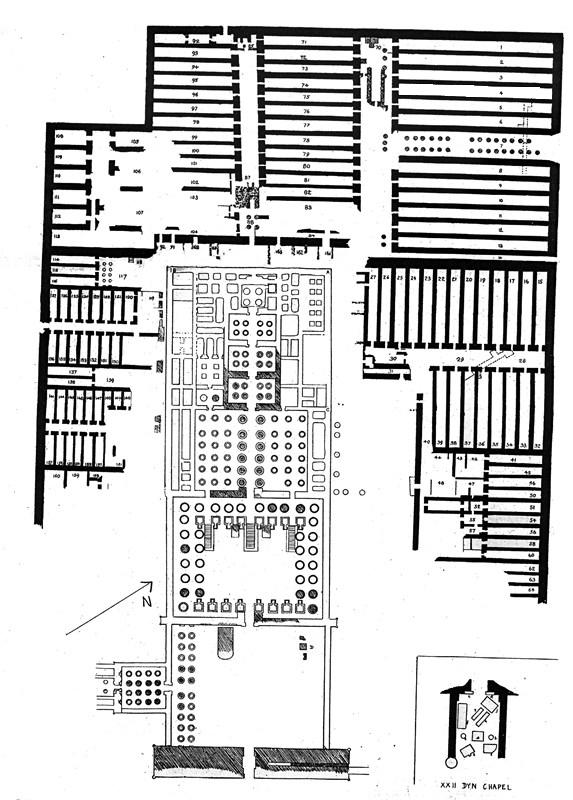
Tempelplan nach Quibell

Bei den Ausgrabungen des aus dem Neuen Reich stammenden Ramesseums stießen die Ägyptologen Flinders Petrie und James Quibell in den Jahren 1895 und 1896 auf einen Grabschacht unter den nördlichen Lagerhäusern des Totentempels. Die Tempelanlage Ramses’ II. war auf Gräbern aus der Zeit des Mittleren Reiches errichtet worden. Der schmucklose Grabschacht aus dem 18. Jahrhundert v. Chr. enthielt viele kleine Fundstücke wie eine hölzerne nackte Frauengestalt mit Löwenkopf, die Schlangen in den Händen hält, vier aus Flusspferdzähnen gefertigte Zaubermesser, einen Elfenbeinstab mit Darstellungen von Löwen, mit Messern bewaffnete Schutzgottheiten, ein Sistrum und eine bronzene Kobra, die in einer Haarmasse gefunden wurde, möglicherweise Reste einer Perücke.

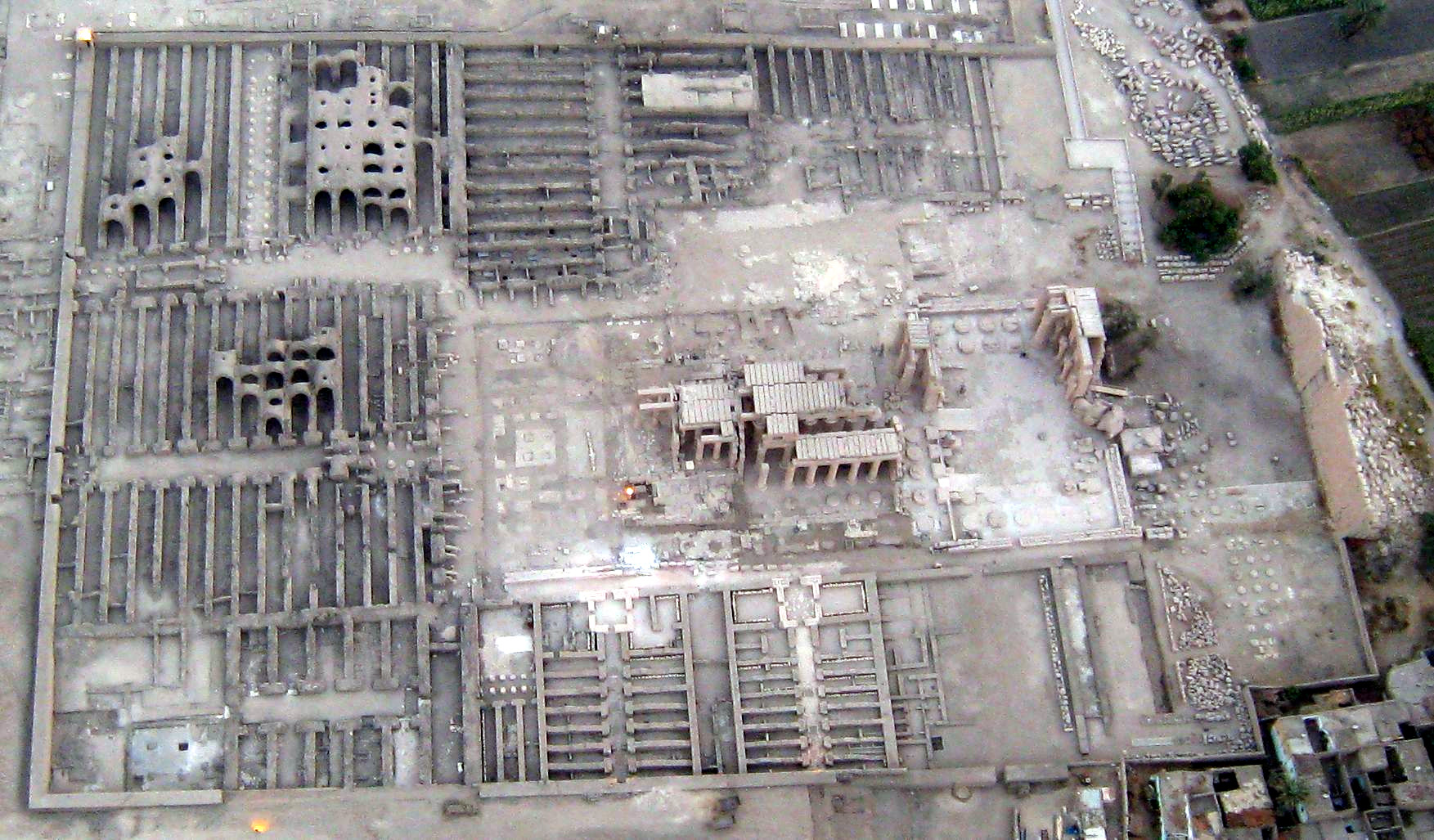
Tempelgelände mit Lagerhäusern

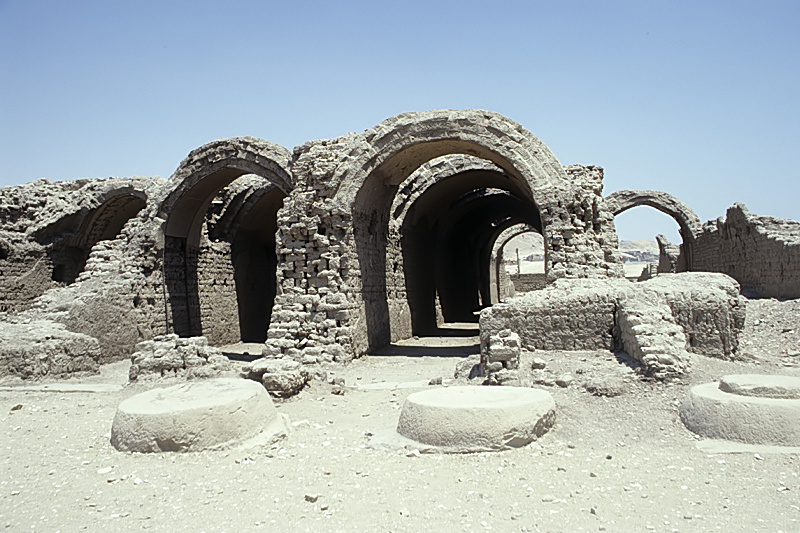
Lagerhäuser des Ramesseums

Unter den Funden befand sich eine weiß verputzte Holzkiste (45,75 × 30,5 × 30,5 cm) mit einem Deckel, auf dem mit schwarzer Tinte die grobe Darstellung eines Schakals gezeichnet war. Die von James Quibell 1898 erwähnte Kiste gilt heute als verschollen. Sie war neben einem Bündel mit 118 meist 39 bis 41 cm langen Binsen, die als Schreibgeräte Verwendung fanden, zu etwa einem Drittel mit Papyri gefüllt. Infolge des Steigens des Grundwassers während der Nilschwemmen waren die Papyri wahrscheinlich ständigen Feuchtigkeitsschwankungen ausgesetzt, was zum Verlust von etwa drei Viertel ihrer Substanz, zu ihrer Zerbrechlichkeit und dunklen Färbung führte. Die Rollen aus extrem feinem Papyrus hoher Qualität lagen beim Öffnen der Holzkiste nur noch in Fragmenten vor.
Die Papyri gelangten zunächst in die Edwards Library des University College London, bis Percy Newberry um 1900 versuchte, zwei von ihnen (Papyrus Ramesseum 3 und 1) zu entrollen und auf eine mit Bienenwachs bestrichene Glasfläche aufzubringen, die er dann mit einer weiteren Glasscheibe abdeckte. Viele Fragmente gingen dabei verloren oder wurden zerstört. Flinders Petrie beauftragte daraufhin den jungen Alan Gardiner mit der Bearbeitung der Papyri, der Hugo Ibscher als Restaurator vorschlug, den er in Berlin kennengelernt hatte. Dort übergab Gardiner Ibscher 1903 die Papyri Ramesseum 4, 5 und 9 zur Konservierung. Ibscher zog in den Folgejahren die meisten der Ramesseum-Papyri in Berlin und London auf Gelatinefilm unter Glas. Die letzten Handschriften wurden erst 1937 konserviert. Zwei vermutlich experimentell auf Zelluloidfilm aufgezogene Teile des Papyrus Ramesseum 18 zersetzten sich einige Zeit vor 1955 spontan. Die 1906 und 1907 konservierten Papyri Ramesseum A und D kamen als finanzieller Ausgleich für eine Publikation 1907 bzw. durch Verkauf 1910 an die Papyrussammlung in Berlin. Sie sind dort als Papyrus Berlin 10499 und Papyrus Berlin 10495 registriert.

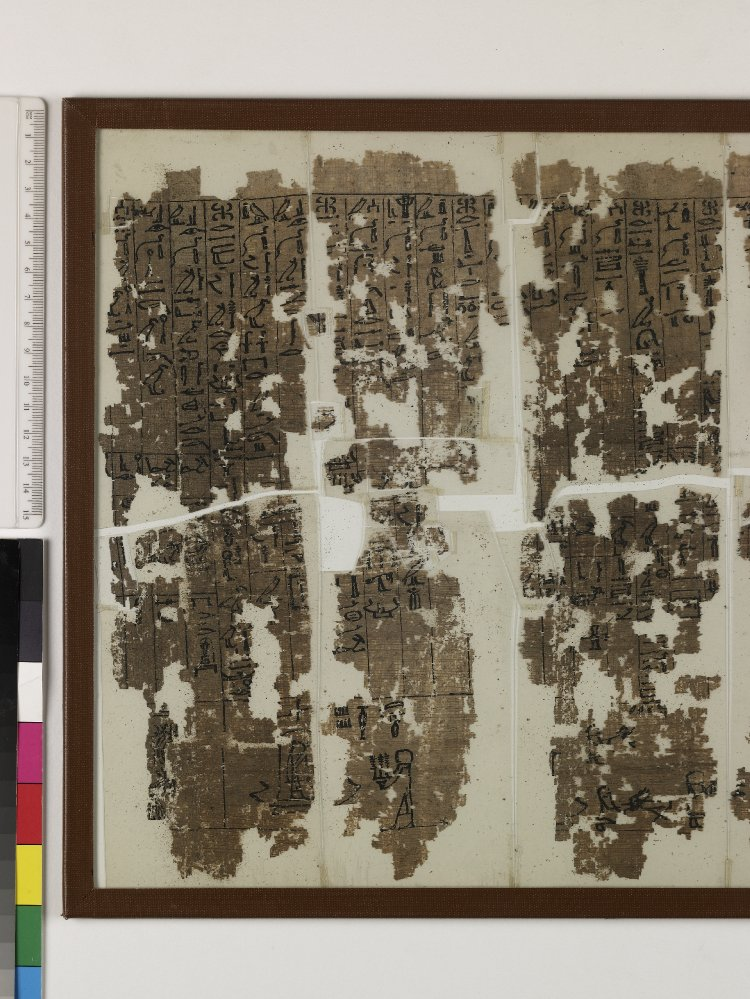
Papyrus Ramesseum B

Die Ramesseum-Papyri bestehen aus verschiedenen Handschriften, die in einem Zeitraum bis zu 100 Jahren, also über mehrere Generationen, erstellt wurden. Die meisten der Papyri sind in hieratischer Schrift verfasst. Von diesen unterscheidet sich der 1928 von Kurt Sethe publizierte Dramatische Ramesseumpapyrus, der in Kursivhieroglyphen geschrieben wurde, einem Zwischenstadium der Entwicklung von den an Tempel- und Grabwänden verwendeten ägyptischen Hieroglyphen zum Hieratischen auf den überlieferten Dokumenten. Sethe interessierte sich für die religiösen Texte in den Papyri, insbesondere Dialoge von Gottheiten, die er als „Drama“ bezeichnete. Der Dramatische Ramesseumpapyrus (nach Gardiner Papyrus Ramesseum B) arbeitet stark mit lautlichen Analogien. Die anderen Papyri überlieferten teils literarische, teils medizinische und magische Inhalte wie Liebes- und Abwehrzauber sowie Verwaltungsangaben aus Nubien. Alle noch ausstehenden Handschriften wurden von Alan Gardiner 1955 in seinem Buch The Ramesseum Papyri. Plates. publiziert.
Auf den Grabinhaber kann aufgrund fehlender Inschriften nur aus dem Inhalt der Papyri und den Grabbeigaben geschlossen werden. Im Unterschied zu anderen Schriftstücken in Grabinventaren, die meist Informationen für die Reise ins Land der Toten oder die Existenz im Jenseits enthalten, hatten die Ramesseum-Papyri für ihren Besitzer wohl nur zu Lebzeiten einen Wert. Die Grabbeigaben stehen im Kontext magischer Handlungen mit einem Fokus auf den Schutz von Frauen und Kindern, speziell im Umfeld der Geburt. In Verbindung mit den Beschreibungen von Heilverfahren und magischen Schutzaktionen in den Schriften kann man auf einen Ritualisten als ehemaligen Eigentümer der Fundstücke schließen. Darauf weist auch die Darstellung des Schakals auf dem Deckel der Kiste, in der sich die Papyri befanden. Die Hieroglyphe eines liegenden Schakals bedeutet Heri-Seschta (Ḥrj-sšt3) und ist das altägyptische Wort für einen Geheimrat („Der, der über dem Geheimnis ist“). Dem Toten sollten vermutlich Objekte mitgegeben werden, die er zu Lebzeiten benutzte, um für die Ewigkeit anzuzeigen, welche Rolle er in der Gesellschaft seiner Zeit innehatte.

## Auflistung der Papyri
Alan Gardiner listete 1955 die erhaltenen Papyri wie folgt auf:

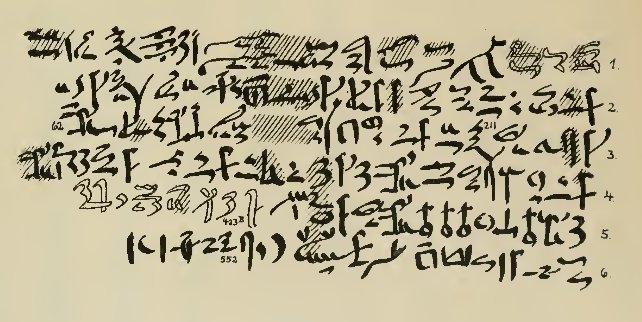
Beginn des Papyrus Berlin 10499

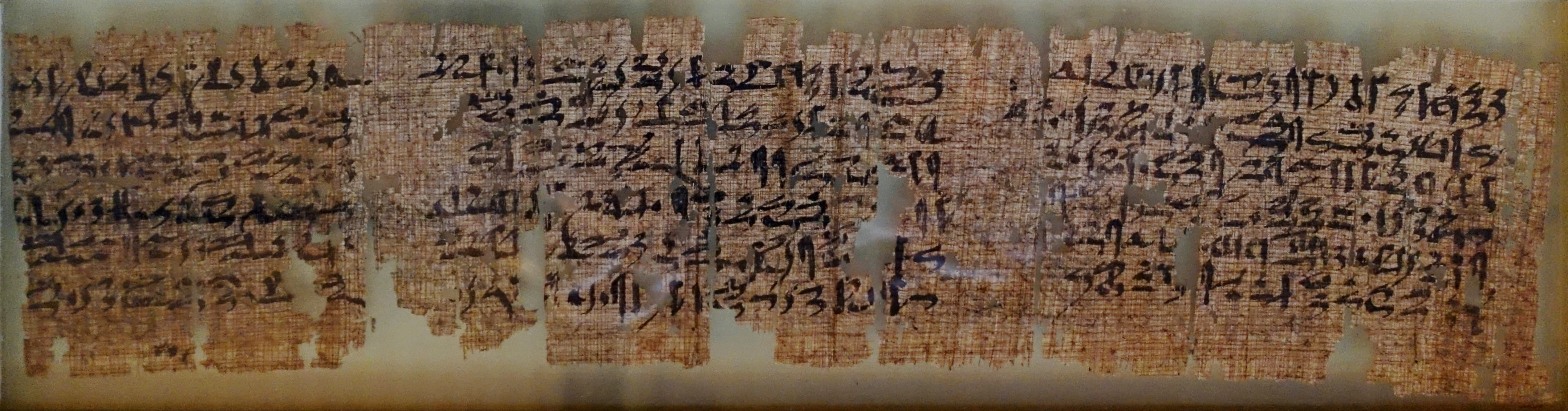
Zeilen 13 bis 30 der Geschichte von Sinuhe auf dem Papyrus Berlin 10499

- Papyrus Ramesseum A: Die Klagen des Bauern auf der einen Seite, Die Geschichte von Sinuhe auf der anderen Seite (Berlin 10499)
- Papyrus Ramesseum B: „Dramatischer Ramesseumpapyrus“, Kopie eines Rituals für eine Statue von Sesostris I. (Britisches Museum)
- Papyrus Ramesseum C: Kopie der Verwaltungssendungen von Festungen in Nubien („Semna Depeschen“) auf der einen Seite, Beschwörungen für eine gute Gesundheit auf der anderen Seite (Britisches Museum)
- Papyrus Ramesseum D: „Onomastikon“, Kopie einer Wörterliste (Berlin 10495)
- Papyrus Ramesseum E: Kopie eines Begräbnisrituals (Britisches Museum)
  - Papyrus Ramesseum 1: Einzig erhaltene Kopie einer „Lehre des Sasobek“
  - Papyrus Ramesseum 2: Zufällige (?) didaktische Maximen
  - Papyrus Ramesseum 3: Rezepte und Beschwörungen für eine gute Gesundheit
  - Papyrus Ramesseum 4: Rezepte für eine gute Gesundheit
  - Papyrus Ramesseum 5: Rezepte für eine gute Gesundheit
  - Papyrus Ramesseum 6: Hymnen an Sobek
  - Papyrus Ramesseum 7: Begräbnisformeln
  - Papyrus Ramesseum 8: Beschwörungen für eine gute Gesundheit
  - Papyrus Ramesseum 9: Beschwörungen für eine gute Gesundheit
  - Papyrus Ramesseum 10: Beschwörungen für eine gute Gesundheit
  - Papyrus Ramesseum 11: Beschwörungen für eine gute Gesundheit
  - Papyrus Ramesseum 12: Beschwörungen für eine gute Gesundheit
  - Papyrus Ramesseum 13: Beschwörungen für eine gute Gesundheit, mit einer Liste von 77 Tagen für die Reinigung (für Einbalsamierung?)
  - Papyrus Ramesseum 14: Beschwörungen für eine gute Gesundheit
  - Papyrus Ramesseum 15: Beschwörungen für eine gute Gesundheit
  - Papyrus Ramesseum 16: Beschwörungen für eine gute Gesundheit
  - Papyrus Ramesseum 17: Beschwörungen für eine gute Gesundheit an den fünf Tagen am Ende des Jahres
  - Papyrus Ramesseum 18: Verwaltungssendungen von Festungen in Nubien (wie die „Semna Depeschen“ auf Papyrus C oben)

Die von 1 bis 18 nummerierten Papyri befinden sich sämtlich im Britischen Museum in London. Die Aufteilungen der Beschwörungen für eine gute Gesundheit erfordern erneute Untersuchungen; es ist möglich, dass manche Manuskriptfragmente zu längeren Papyri zusammenzufassen sind.